# Beloniscus morosus
Beloniscus morosus is een hooiwagen uit de familie Beloniscidae.De wetenschappelijke naam van Beloniscus morosus gaat terug op Thorell.